# Kutiyattam
El Kutiyattam (en malayalam: കൂടിയാട്ടം, AITS: Kūṭiyāṭṭaṃ) o Koodiyattam es una forma de teatro sánscrito tradicional del estado de Kerala, en India. Es interpretada en lenguaje sánscrito en templos hindú desde hace más de 2000 años. Es reconocida oficialmente por la UNESCO como una de las Obras Maestras del Patrimonio Oral e Intangible de la Humanidad.
Māṇi Mādhava Chākyār (1899 - 1990) es considerado como el máximo exponente de esta danza en los tiempos modernos.
Las funciones siempre van acompañadas de música en vivo, la que tiene como actor principal al chenda. A diferencia del kathakali, donde los papeles de mujeres son tradicionalmente interpretados por hombres, en el kutiyattam sí actúan mujeres.

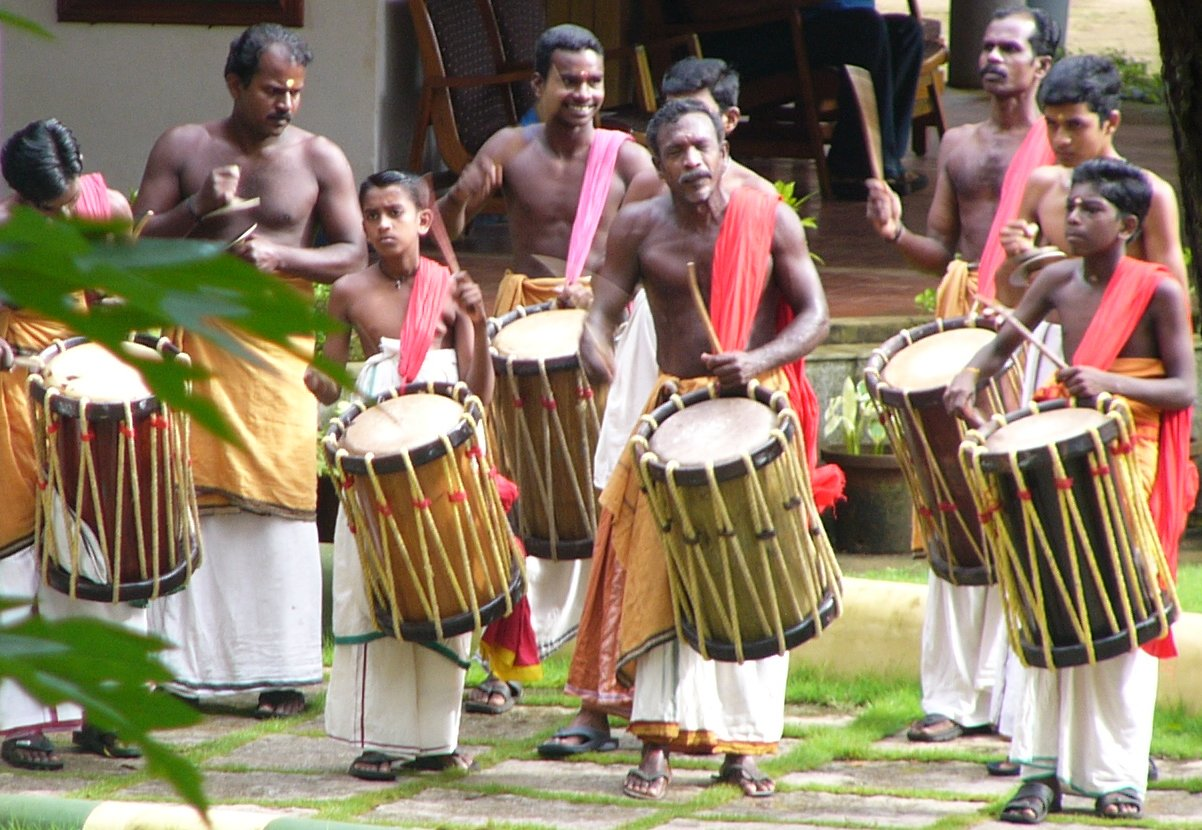
Intérpretes de chenda, instrumento de percusión usado en la música en vivo.
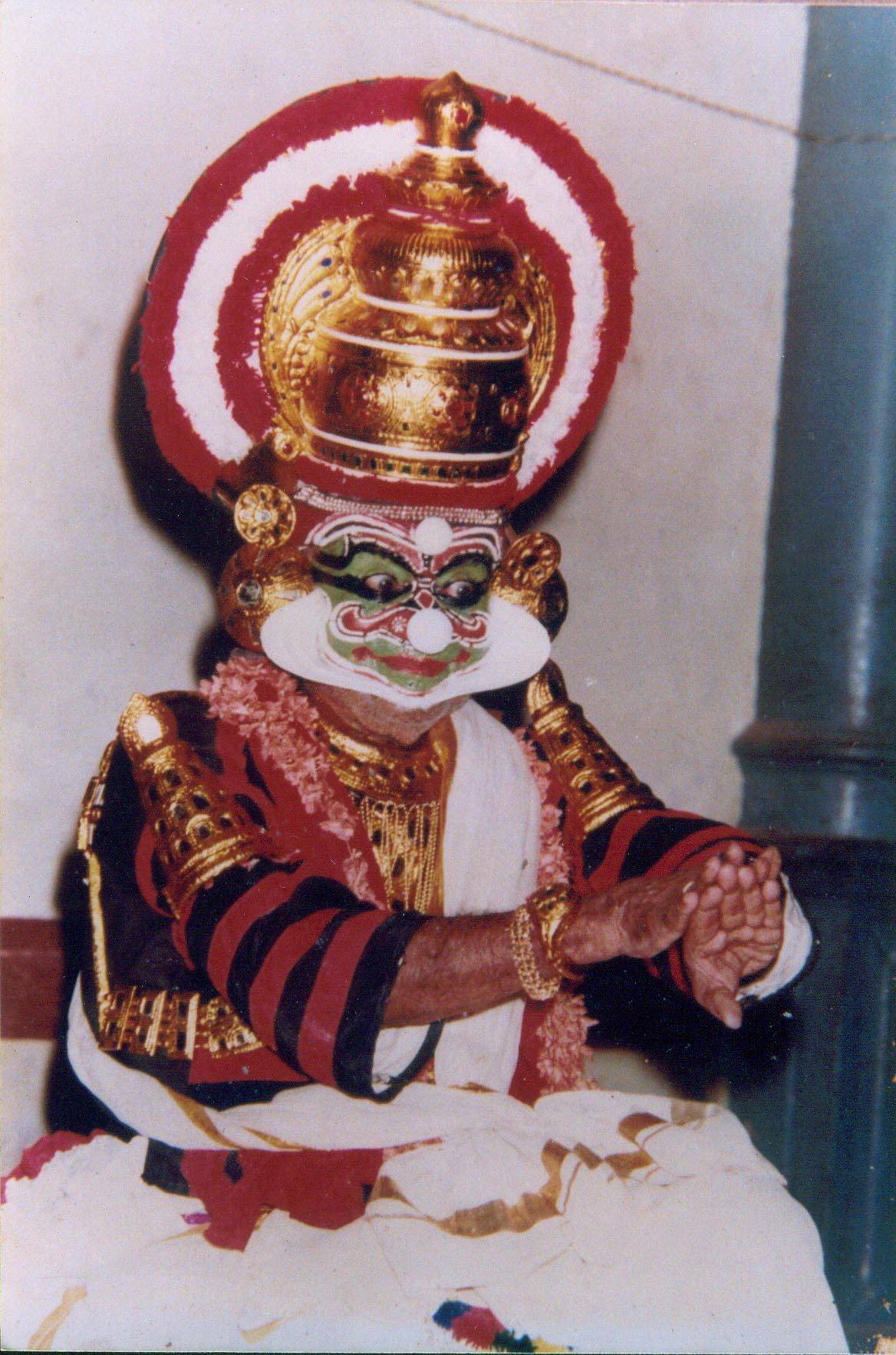
Māṇi Mādhava Chākyār interpretando una obra de Kutiyattam.
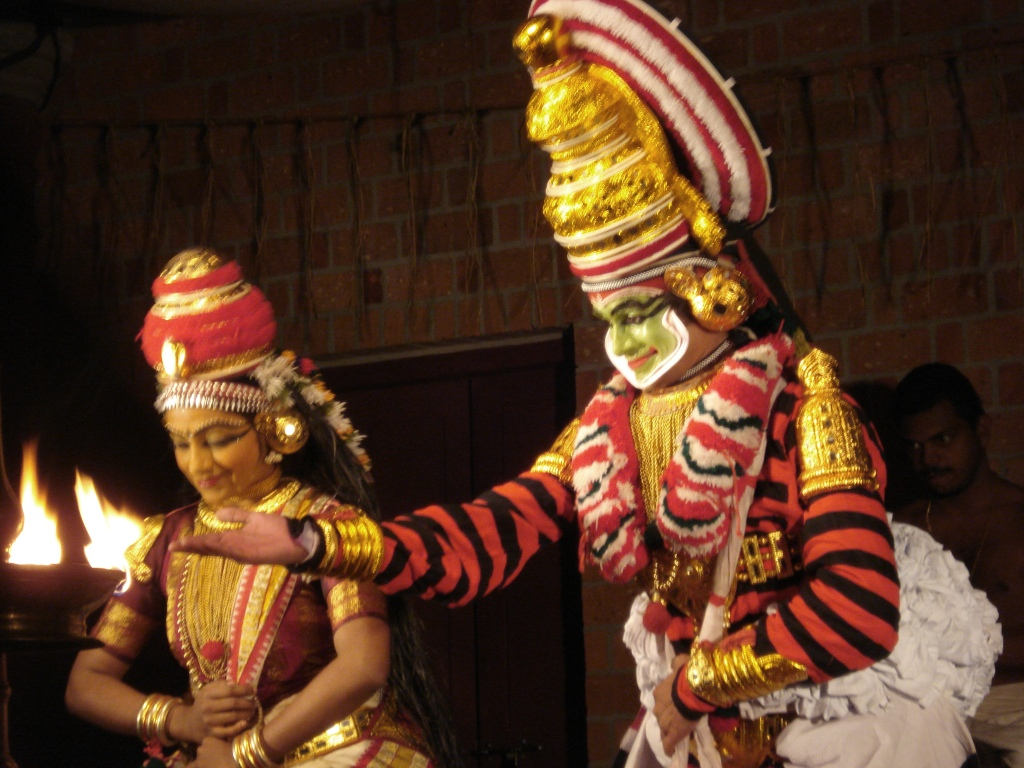
A diferencia del kathakali, en el kutiyattam sí pueden actuar mujeres.